# شفيلد شاركس
شفيلد شاركس (بالإنجليزية: Sheffield Sharks)‏ هو فريق كرة سلة إنجليزي تأسس في سنة 1991 يقع في شفيلد، جنوب يوركشير. يلعب في دوري كرة السلة البريطاني.

## وصلات خارجية
- الموقع الرسمي